# テシス 次に私が殺される
『テシス 次に私が殺される』（テシス つぎにわたしがころされる、原題：Tesis）は、1995年製作のスペイン映画である。アレハンドロ・アメナーバル監督のデビュー品。偶然にも学内でスナッフフィルムを発見してしまった女学生の恐怖を描くサスペンス。
アメナバルが23歳の時の作品で、当時のスペインの興行成績を塗り替えた。また、ゴヤ賞において最優秀作品賞を含む7部門を受賞した。
日本では最初『殺人論文 次に私が殺される』のタイトルでビデオ発売され後に劇場公開された。DVDでは原題どおりの『テシス』と簡潔な題に改められた。

## ストーリー
1995年11月、マドリッドのマドリード・コンプルテンセ大学の学生のアンヘラは、卒業論文に「映像における暴力」を選んだ。調査のため暴力的な映像を見たいという彼女に、指導教授のフィゲロアはしぶしぶながら、残酷ビデオマニアでコレクターのチェマを紹介するが、お目当てのものはなかなか見つからない。そんな折、教授が学校のビデオ図書館から借りたビデオを鑑賞中、心臓発作で死ぬ。アンヘラはこっそり現場からビデオを持ち去る。意を決してチェマと一緒に中身を見ると、若い娘が惨殺され死体がバラバラにされる様が映っていた。チェマは、ビデオの娘は数年前行方不明になった大学の同級生だと断言。さらに使用されたカメラの機種を特定し、二人で犯人を割り出そうとする。

## キャスト
※括弧内は日本語吹替
- アンヘラ - アナ・トレント（岡本麻弥）
- チェマ - フェレ・マルティネス（大塚芳忠）
- ボスコ - エドゥアルド・ノリエガ（平田広明）
- カストロ - ザビエル・エロリアーガ（千田光男）
- フィゲロア教授 - ミゲル・ピカソ（藤本譲）
- ヨランダ - ロザ・カンピージョ
- セナ - ニエベス・エランス